# Kazimierz Trzęsicki
Kazimierz Trzęsicki (ur. 22 stycznia 1947 w Rakowie, zm. 7 stycznia 2025 w Białymstoku) – polski filozof i informatyk, profesor nauk humanistycznych, działacz opozycji w okresie PRL.

## Życiorys
Absolwent Liceum Ogólnokształcącego im. Stanisława Staszica w Pleszewie. Studia rozpoczął na Uniwersytecie im. Adama Mickiewicza w Poznaniu. Był aktywnym uczestnikiem wydarzeń marcowych w 1968. W kwietniu tegoż roku został tymczasowo aresztowany z przyczyn politycznych, zwolnienie uzyskał w lipcu 1968, w tym samym miesiącu został skazany na karę 3 miesięcy pozbawienia wolności z warunkowym zawieszeniem jej wykonania.
W 1973 ukończył logikę na Katolickim Uniwersytecie Lubelskim. Doktoryzował się w zakresie nauk humanistycznych w 1978 na Uniwersytecie Warszawskim, a w 1989 na tej samej uczelni uzyskał stopień doktora habilitowanego na podstawie rozprawy zatytułowanej Logika operatorów czasów gramatycznych a problem determinizmu. W 2010 otrzymał tytuł profesora nauk humanistycznych. Specjalizuje się w zagadnieniach z zakresu nauk filozoficznych i informatyki.
Pracował w Filii Uniwersytetu Warszawskiego w Białymstoku, następnie na Uniwersytecie w Białymstoku. Doszedł do stanowiska profesora zwyczajnego tej uczelni, był również dyrektorem Instytutu Informatyki UwB. Był również profesorem Wyższej Szkoły Finansów i Zarządzania w Białymstoku oraz Politechniki Białostockiej.
W latach 80. aktywny działacz „Solidarności”. W 1988 dołączył do Komitetu Obywatelskiego przy Lechu Wałęsie. Zasiadał we władzach krajowych Klubu Inteligencji Katolickiej.
W 2024 wszedł w skład komitetu wspierającego kandydaturę Karola Nawrockiego na prezydenta RP w wyborach w 2025.

## Odznaczenia
W 2023 odznaczony Krzyżem Oficerskim Orderu Odrodzenia Polski. Wyróżniony też Srebrnym Krzyżem Zasługi (2004) oraz Krzyżem Wolności i Solidarności (2012).